# Melodifestivalen 1977
Melodifestivalen 1977 celebrado en el Cirkus de Estocolmo el  26 de febrero de 1977. El presentador fue Ulf Elfving y el director de orquesta fue Lasse Samuelsson.
El día después del festival, varios rotativos nacionales publicaron que sus lectores habían elegido la canción número cinco como la mejor de toda la preselección.
| Nr. | Artista                  | Canción                 | Texto/Música                      | Puntos | Posición |
| --- | ------------------------ | ----------------------- | --------------------------------- | ------ | -------- |
| 1   | Lena Andersson           | Det bästa som finns     | Ted Gärdestad y Kenneth Gärdestad | 55     | 8        |
| 2   | Greta & Malou            | Åh, vilken sång         | Greta Zachrisson y Malou Berg     | 72     | 4        |
| 3   | Mats Rådberg             | Du och jag och sommaren | Tomas Ledin                       | 19     | 10       |
| 4   | Landslaget               | Sommaren -65            | Lasse Lindbom                     | 73     | 3        |
| 5   | Kenneth Greuz y Eric Öst | Ola mä fiola            | Karl-Gerhard Lundkvist            | 47     | 9        |
| 6   | Tomas Ledin              | Hollywood               | Tomas Ledin                       | 63     | 5        |
| 7   | Svante Thuresson         | Johan B. Lund           | Åke Larsén y Per-Arne Eklund      | 75     | 2        |
| 8   | Jan Lundegren            | Trädets rot             | Jan Sjunneson                     | 60     | 6        |
| 9   | Eva Rydberg              | Charlie Chaplin         | Tomas Ledin                       | 57     | 7        |
| 10  | Forbes                   | Beatles                 | Sven-Olof Bagge y Claes Bure      | 117    | 1        |

## Sistema de Votación
Cada jurado (situado en cada uno de los 11 distritos en los divide la Radio Televisión Sueca el país) otorgaba 1, 2, 3, 4, 5, 6, 7, 8, 10 o 12 a cada una de las canciones.
| Artista          | Luleå | Falun | Karl. | Got. | Umeå | Örebro | Norrk. | Malmö | Sunds. | Växjö | Estoc. | Total | Posición |
| ---------------- | ----- | ----- | ----- | ---- | ---- | ------ | ------ | ----- | ------ | ----- | ------ | ----- | -------- |
| Lena Andersson   | 2     | 1     | 8     | 8    | 8    | 2      | 3      | 7     | 3      | 10    | 3      | 55    | 8        |
| Greta & Malou    | 5     | 4     | 5     | 7    | 6    | 10     | 10     | 6     | 10     | 2     | 7      | 72    | 4        |
| Mats Rådberg     | 1     | 2     | 2     | 2    | 2    | 4      | 1      | 1     | 2      | 1     | 1      | 19    | 10       |
| Landslaget       | 7     | 3     | 7     | 3    | 4    | 8      | 6      | 12    | 8      | 5     | 10     | 73    | 3        |
| Greuz y Öst      | 3     | 10    | 4     | 1    | 5    | 6      | 4      | 4     | 1      | 7     | 2      | 47    | 9        |
| Tomas Ledin      | 4     | 6     | 12    | 12   | 1    | 5      | 7      | 3     | 4      | 3     | 6      | 63    | 5        |
| Svante Thuresson | 8     | 12    | 1     | 10   | 3    | 7      | 8      | 8     | 6      | 8     | 4      | 75    | 2        |
| Jan Lundegren    | 10    | 5     | 6     | 4    | 10   | 1      | 5      | 2     | 5      | 4     | 8      | 60    | 6        |
| Eva Rydberg      | 6     | 8     | 3     | 5    | 7    | 3      | 2      | 5     | 7      | 6     | 5      | 57    | 7        |
| Forbes           | 12    | 7     | 10    | 6    | 12   | 12     | 12     | 10    | 12     | 12    | 12     | 117   | 1        |

| Predecesor: 1975 | Melodifestivalen 1977 | Sucesor: 1978 |

- Datos: Q17090011